# Túl gol
Túl gol (mongolsky Туул гол) je řeka v Mongolsku, v Chentijském a Centrálním ajmagu a v Ulánbátaru. Je 704 km dlouhá. Povodí má rozlohu 53 200 km².

## Průběh toku
Pramení v pohoří Chentej a teče v široké dolině, přičemž se rozvětvuje na mnohá ramena. Ústí do řeky Orchon (povodí Selengy).

## Vodní stav
V létě dochází k povodním. V zimě hladina klesá. Průměrný roční průtok vody u Ulánbátaru činí 20 až 25 m³/s. Zamrzá na konci října a rozmrzá do poloviny dubna. Charakteristické je náledí.

## Využití
Využívá se k zavlažování a k zásobování vodou pro hlavní město Ulánbátar.